# Am Wasser gebaut
Am Wasser gebaut ist das fünfte Studioalbum der Hip-Hop-Gruppe Fettes Brot. Es erschien am 21. März 2005 als erstes Album der eigenen Plattenfirma Fettes Brot Schallplatten GmbH. Die Vorabsingle Emanuela wurde in Deutschland und Österreich jeweils mit einer goldenen Schallplatte ausgezeichnet. Das Album selbst erhielt in Deutschland ebenfalls eine goldene Schallplatte.

## Entstehung und Produktion
Als der Vertrag mit dem Label Yo Mama auslief und ein weiteres Album produziert werden sollte, wog die Band die Vor- und Nachteile eines Vertrages mit einem Major-Label ab und entschied sich dann, ein eigenes Label zu gründen, das sie Fettes Brot Schallplatten GmbH nannte.
Zu Beginn der Albenplanungen wollte die Band ein Soulalbum aufnehmen, das mit nachdenklichen Texten die Hörer emotional berühren sollte. Am Ende der Aufnahmen war jedoch aus Sicht der Band eine Mischung aus hauptsächlich tiefsinnigen Liedern und Partyliedern entstanden.
Zur Hälfte produzierten die Mitglieder von Fettes Brot das Album selbst; weitere Produktionen kamen z. B. von DJ exel. Pauly und Arne Diedrichson. Die Band arbeitete mit verschiedenen Sängerinnen und Sängern zusammen, jedoch nicht um, so Boris Lauterbach, sich wie viele amerikanische Rapper sich von Soulsängerinnen einen Hit-Refrain schreiben zu lassen. Als Gäste sind Alex Prince, J-Luv sowie Pascal Finkenauer auf dem Album vertreten.
Die Aufnahmen dauerten ein Jahr; danach suchte Fettes Brot zehn Titel aus, die nach ihrer Ansicht hohe Qualität besaßen und die geplante musikalische Ausrichtung des neuen Labels repräsentierten. Abgemischt wurde das Album von Sebastian Hackert alias Sebi Professionell von Deichkind, ausführender Produzent war André Luth, gemastert wurde es von Chris Gehringer (Serling Sound). Den Vertrieb für das Album übernahm in Deutschland Indigo, in Österreich Hoanzl und in der Schweiz Musikvertrieb.
Das Album erschien sowohl als limitierte Auflage im exklusiven Digipak mit CD-ROM-Extras, als normale Ausgabe in einer Plastikhülle sowie auf Vinyl; das Erscheinen der Schallplatte verzögerte sich jedoch um zwei Wochen. Die Fotos für die CD zeigen Fettes Brot im Hamburger Hafen sowie ein leeres Hafenbecken. Aufgenommen wurden die Bilder von Jan-Christoph Schultchen; Felix Schlüter entwarf das Cover.
Um das Album zu promoten, veranstaltete die Band in Kooperation mit dem Privat-Radiosender energy 97,1 am 1. April 2005 um 7:00 Uhr morgens im Einkaufszentrum des Hamburger Hauptbahnhofs ein Konzert.

### Bedeutung des Albumtitels
Der Titel des Albums weist, nach Aussage von Björn Warns, auf die Herkunft der Bandmitglieder sowie auf den Gründungsort des Labels Fettes Brot Schallplatten GmbH in Hamburg und der damit verbundenen Nähe zum Meer hin. Auch deute er auf den emotionalen Hintergrund einiger Songtexte spiele auf die ursprünglich Planung eines Soulalbums an. Weiter fühlte sich die Band mit der neuen Plattenfirma noch auf unsicherem Boden.

## Musikstil
Fettes Brot legt Wert darauf, dass man ihre Lieder nicht alleine dem Genre Hip-Hop zuordnet, da sich ihre Musik mit einer Mischung aus Latinanleihen, Soul, Hip-Hop und Rockmusik quer durch alle Genregrenzen zieht. Dennoch bildet Hip-Hop die Basis, da die Songs weiterhin Sprechgesang verwenden und nur die Hooklines teilweise gesungen werden. Dabei spielt die Inspiration durch die Musik fremder Länder eine große Rolle; beispielsweise wurde Boris Lauterbach zu Emanuela durch einen Brasilienurlaub inspiriert. Für den Titel An Tagen wie diesen wurden Samples von bekannten Musikwerken anderer Künstler, wie z. B. Falcos Jeanny, verwendet.
Für das Lied Yasmin entstand zunächst der Text, inspiriert von dem Spruch „in die war jeder verliebt“ – das Mädchen symbolisiert die erste Schwärmerei, die Jugendliebe und die Angst davor zurückgewiesen zu werden. Ähnliches gilt für Lauterbach, das aus Sicht der Band das Gedanken- und Wertesystem und dessen Fehler thematisiert. Kuba handelt dagegen von revolutionärem Bewusstsein und dem Versuch, etwas zu verändern, sowie dem Scheitern am Ende. Die Melodie enthält Latinanleihen und Akustische Gitarren.
Falsche Entscheidung ist ein selbstironisches Lied über alles, was die Bandmitglieder sich nicht wünschen. Angesprochen wird das Trendsetting, das Nacheifern von aktuellen Trends wie Mode und Schönheitsoperationen.
Wie immer enthält das Arrangement eines Chors.
In Die meisten meiner Feinde revanchiert sich Fettes Brot auf humorvolle Art und Weise bei Kool Savas und dessen bereits über sechs Jahre zurückliegender Diss Ihr müsst noch üben und bei weiteren von dessen verbalen Angriffen. Das Lied soll sich insbesondere an die neue (jüngere) Generation des Rap richten. Musikalisch enthält das Stück ein Arrangement von Thies Mynther, der die digitalen Holz- und Blechbläser beisteuerte.
Die Band selbst beschreibt ihr Album als textlich unbefangen, aber doch ernster als die Vorgänger.

## Titelliste
| Nr. | Titel                     | Geschrieben von                                                                                         | Gastbeiträge      | Beteiligte | Min. |
| --- | ------------------------- | --- | ----------------- | --- | ---- |
| 1.  | Wie immer                 | B. Lauterbach, M.Vandreier, B.Warns, Malte Hagemeister, Arne Diedrichson                                |                   | Produziert & arrangiert: Diedrichson, Hagemeister, Fettes Brot; Bass, Drums, Horns: Diedrichson; Gitarre, Horns: Hagemeister; Strings: Schrader (arrangiert von Hagemeister); Chor: Schrader, Knaus, Müller, Wulf | 4:16 |
| 2.  | Emanuela                  | B. Lauterbach, M.Vandreier, B.Warns                                                                     |                   | Bass: Björn Beton; Mundharmonika, Schifferklavier, Orgel: Kramer; Spanische Gitarre: Sven Waje; Intro/Outro Stimme: F. Roberto McCaleon; Arrangement: Pauli                                                       | 3:34 |
| 3.  | Soll das alles sein?      | B. Lauterbach, M.Vandreier, B.Warns, Tim Waje, Sven Waje                                                |                   | Musik produziert, gespielt, arrangiert: Waje Brothers; Stimmen aufgenommen und produziert: Fettes Brot | 5:03 |
| 4.  | Die meisten meiner Feinde | B. Lauterbach, M.Vandreier, B.Warns                                                                     |                   | Produziert, programmiert, aufgenommen, arrangiert: Donz; Cuts, Arrangement: DJ exel. Pauli; Digitale Holz-/Blechbläser: Thies Mynther                                                                             | 5:13 |
| 5.  | Yasmin                    | B. Lauterbach, M.Vandreier, B.Warns, M. Pauli                                                           |                   | Produziert, aufgenommen, arrangiert: DJ exel. Pauli, Fettes Brot; Beat & Cuts: DJ exel. Pauli | 5:01 |
| 6.  | Lauterbach                | B. Lauterbach, M.Vandreier, B.Warns, Arne Diedrichson                                                   |                   | Produziert: Diedrichson, König Boris; Shouter: Bam Bam Boris; Musik programmiert, gespielt, aufgenommen: Diedrichson; Cuts: DJ exel. Pauli                                                                        | 2:53 |
| 7.  | Kuba                      | B. Lauterbach, M.Vandreier, B.Warns, Sebastian Hackert, Florian Pfeifle (aka Jansen), Malte Hagemeister | feat. Alex Prince | Produziert, programmiert, arrangiert: Sebi Professionell, Jansen, Björn Beton, Hagemeister; Gitarre und Stimmaufnahmen von Alex Prince: Hagemeister; Krähe und Cut: DJ exel. Pauli                                | 3:41 |
| 8.  | An Tagen wie diesen       | B. Lauterbach, M.Vandreier, B.Warns, R. Bolland, F. Bolland, J. Hoelzel                                 | feat. Finkenauer  | Produziert: Fettes Brot; Stimmen: Finkenauer, Falco auf 45; Bass, Arrangement: Diedrichson; Arrangement: Pauli; Gitarre: Hagemeister; Musik/Sample: Jeanny (Falco/Bolland & Bolland)                              | 3:56 |
| 9.  | Glaub dran                | B. Lauterbach, M.Vandreier, B.Warns, Julian Williams                                                    | feat. J-Luv       | Beat Produktion, Gastsänger (Solo & Chor): J-Luv; Gesangsproduktion: Fettes Brot, J-Luv; Cuts, Arrangement: DJ exel. Pauli                                                                                        | 4:54 |
| 10. | Falsche Entscheidung      | B. Lauterbach, M.Vandreier, B.Warns                                                                     |                   | Produziert, aufgenommen, programmiert: Fettes Brot; Strings: Kramer; Kinderchor: Die Rothekelchen; Arrangement: DJ exel. Pauli                                                                                    | 4:32 |

## Singleauskopplungen

### Emanuela
Anderthalb Monate vor der Veröffentlichung des Albums Am Wasser gebaut wurde am 14. Februar 2005 die Single Emanuela veröffentlicht. Das Lied handelt von einem Mädchen, in das alle Jungs verliebt sind, aber das keiner haben kann. Der Text handelt von einer verrückten/unerfüllten und romantischen Liebe. Die Band nahm mit dem Lied an Stefan Raabs Bundesvision Song Contest teil, wo sie den zweiten Platz belegten. Emanuela entwickelte sich zum Gassenhauer, mit dem Ergebnis, dass die Single 22 Wochen ohne Unterbrechung in den deutschen Singlecharts vertreten war und in Deutschland und Österreich mit einer goldenen Schallplatte ausgezeichnet wurde.

### An Tagen wie diesen
Der aus einer Mischung von Hip-Hop und Soul bestehende Song erschien als zweite Single am 29. August 2005 und wurde gemeinsam mit Pascal Finkenauer aufgenommen. Es handelt von der Berichterstattung der Medien im Umgang mit Kriegen und wie Menschen, die so etwas nur aus den Nachrichten kennen, dies wahrnehmen, dass sie beispielsweise gegen die grausamen Bilder emotional abstumpfen, u. a. auch, weil ihnen niemand sagen kann, warum es soviel Grausamkeiten gibt. Das Sample ist vom Stück Jeanny des österreichischen Musikers Falco übernommen worden. Der Refrain wurde von Pascal Finkenauer vorgetragen.
Das Video zur Single wurde von Warwick und Häring in einer Siedlung in der Nähe von Berlin gedreht. Im Video nehmen Panzer die Funktion von PKWs und Bussen ein. Sie wurden nachträglich digital in die einzelnen Szenen eingebaut. Sowohl Finkenauer als auch DJ Pauli sind ebenfalls im Video zu sehen.
Die Single erschien als CD mit zwei Versionen des Liedes, sowie Was In Der Zeitung Steht und Big Bad Boris (Lauterbach Remake). Die Vinyl Maxi-Single wurde mit vier verschiedenen Versionen der Single und den Titeln Was In Der Zeitung Steht, Big Bad Boris (Lauterbach Remake), Big Bad Boris (Lauterbach Sprachlos) und Was Nicht In Der Zeitung Steht veröffentlicht. Die Single befand sich 26 Wochen in den Singlecharts.

### Soll das alles sein?
Das Soullied handelt von einer alleinerziehenden Mutter und ihrer finanziellen Situation. Der sozialkritische, ernste Text ist nicht direkt auf eine Wirtschaftskrise oder die Arbeitsmarktreform Hartz IV bezogen, da es vergleichbare soziale Probleme bereits vor Hartz IV gegeben hat. Sven Waje steuert bei diesem Lied die Gitarrenparts bei. Die Single wurde sowohl als CD, als auch als Vinyl Maxi-Single veröffentlicht. Beide Versionen enthalten zusätzlich das Lied Liebe, Glaube, Hoffnung in normaler Version, sowie als Instrumentalversion.

## Tournee und Jahresabschluss-/Charitykonzert

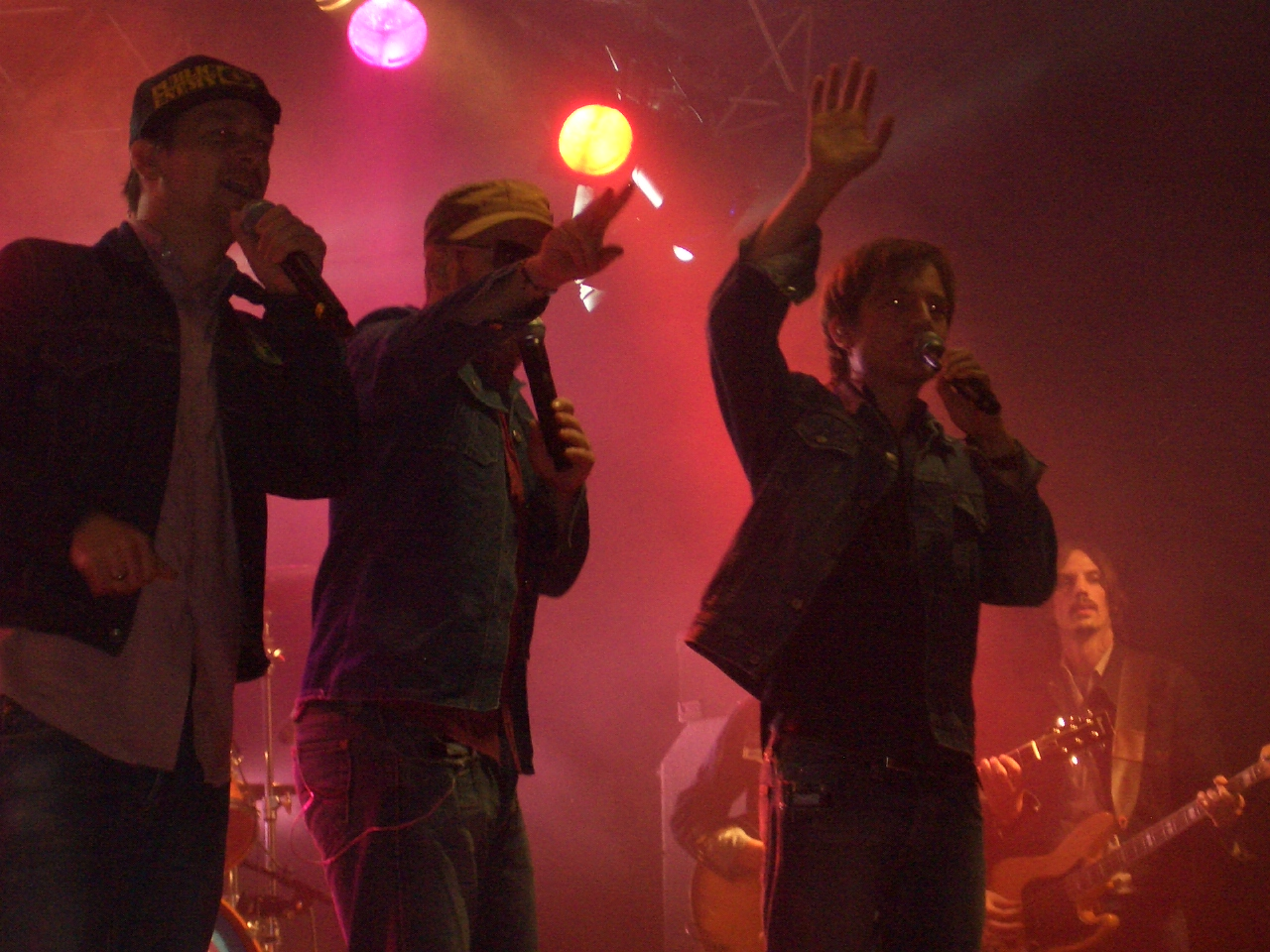
Fettes Brot 2006 im Kölner Jugendpark

Die Tournee Am Wasser gebaut Tour 2005 startete am 12. April 2005 und führte neben Städten in Deutschland, auch nach Österreich und die Schweiz. Begleitet wurde die Band von DJ exel. Pauli, Arne Diedrichson, Pascal Finkenauer, der Sängerin Emel aus Zürich und J-Luv. Das Vorprogramm übernahmen Fiva & Radrum, die bei der Tour exklusiv ihr neues Album vorstellten.
Das Tour- und Jahresabschlusskonzert am 22. Dezember 2005 fand in der Hamburger ColorLine Arena vor 13.000 Besuchern statt und wurde deutschlandweit sowohl von den Radiosendern N-Joy, Radio Fritz (RBB), You FM (HR), SWR/Das Ding, SR/Unser Ding, sowie vom Musikfernsehsender MTV übertragen. Da ein Konzert von Eminem und 50 Cent abgesagt wurde, beschlossen Fettes Brot in einer einwöchigen Aktion die Konzertkarten der beiden US-Rapper gegen Nachlass von 10 % für ihr Jahresabschlusskonzert umzuwandeln.
Am 16. April 2006 nahm die Band an der exklusiven Charity-Party des Projektes Viva con Agua de Sankt Pauli teil. Weitere Gäste waren Starkoch Tim Mälzer, Elton, sowie die Spieler des FC St. Pauli. Das Projekt wurde von dem FC St. Pauli-Spieler Benjamin Adrion gemeinsam mit der Welthungerhilfe ins Leben gerufen und setzt sich für sauberes Trinkwasser in anderen Teilen der Welt ein. Das Projekt befasste sich zum Zeitpunkt der Party mit der Wasserversorgung in 120 Kindergärten Kubas.

Die Karten für die Party konnte man nicht kaufen, sondern lediglich per SMS-Gewinnspiel gewinnen, zu dem es zusätzlich noch ein Gewinnspiel gab, bei dem es ein DVD Autoradio und ein Navigationsgerät zu gewinnen gab.

Bei dieser Veranstaltung wurde exklusiv ein Tour-Dokumentarfilm „Am Wasser gebaut 2005“ vorgestellt und die Band selbst trat als Schwule Mädchen Soundsystem auf.

Fettes Brot gab am 28. April bekannt, dass 6.000 Euro zusammengekommen seien und damit 16 kubanische Kindergärten mit sauberem Trinkwasser versorgt werden können.

### Fehlinformationen zu The Dome und der ÖVP
Die Band distanziert sich von dem angeblich geplanten Auftritt bei The Dome im Februar 2005 in Salzburg, da im Vorfeld der Veranstaltung Plakate erschienen, die mit einem Auftritt der Band warben. Fettes Brot hatte nie die Absicht, an dieser Veranstaltung teilzunehmen.

Eine weitere unerwünschte Gegebenheit ereignete sich bei einem Festival, wo sich die Band mit zwei Herren fotografieren ließ, in der Annahme, dass es sich dabei um die örtlichen Veranstalter handele. Diese gehörten jedoch zur Österreichischen Volkspartei und das Bild erschien in der Niederösterreichischen Ausgabe des Parteiheftes. Fettes Brot hat nie eine Genehmigung zur Veröffentlichung des Bildes gegeben und distanziert sich ausdrücklich von dieser Partei, da sie Jörg Haider ermöglichte, „an der österreichischen Regierung teilzunehmen“.

## Kritiken
Laut der schweizerischen Seite aightgenossen.ch erzählt das Album gefühlvolle, ehrliche Geschichten aus dem Leben, die versehen sind mit galanten, ruhigen Beats mit einem etwas rockigen Einschlag, zudem werden reine Rap-Titel vermisst, da auf dem Album fast nur gesungen wird.
Laut.de sowie verschiedene andere Kritiken sind der Ansicht, dass man an vielen überraschend ruhigen, unaufdringlichen Beats, sowie den erwachsenen Texten erkenne, dass die Zeiten der grenzpubertären Texten vorbei sei. Da sich die Band auch nicht um Genregrenzen kümmere, ziehe sich der musikalische Inhalt des Albums mit Latinanleihen, Pop, Soul, Hip-Hop, Rock, sowie einer Schräglage in Richtung R’n’B „quer durch den stilistischen Gemüsegarten“. Es besteche vor allem durch Grooves und Melodien, die zum Entspannen und Genießen anregen. Das solide Album vermittele nicht nur „Sommer-Sonne-Cocktail-Stimmung“, sondern zeichne sich auch durch nachdenkliche Themen und Textzeilen in einzelnen Liedern aus. Neben der Partyhymne Emanuela würde nur der mit Samples gespickte Titel Falsche Entscheidung herausragen. Jörg Utecht von plattentests.de empfand das Album als „zu seicht“.

Bei rap.de war man sich hingegen nicht sicher, ob man eigentlich eine Review des Albums für die Seite schreiben solle, da man sich mit der Frage konfrontiert sah, ob das überhaupt noch etwas mit Hip-Hop oder Rap zu tun hätte. Entsprechend schlecht schnitt das Album in der Albenkritik ab, indem spekuliert wurde, dass sämtliche Reviews der Konkurrenzmedien lediglich den Pressetext zum Album kopiert hätten. Kritisiert wurde, dass das Album angenehme Bügelmusik für Mütter enthalte und die Themen alles andere als neu und kreativ wären. Joachim Hentschel von der deutschen Ausgabe des Rolling Stone ist der Ansicht, dass das Album eher etwas für Pop- und Soulfans sei und die Texte eher banal wären.

## Kommerzieller Erfolg

### Chartquellen
Das Album sowie die Single Emanuela wurden in Deutschland jeweils mit der Goldenen Schallplatte ausgezeichnet.
In Österreich, wo sich die Single Emanuela am höchsten in den Charts platzieren konnte, wurde Fettes Brot ebenfalls mit der Goldenen Schallplatte geehrt.

Die Band erhielt im Veröffentlichungsjahr des Albums verschiedene Preise bei den Bravo-Ottos und gewann in der Kategorie Man of the Year 2005 als Beste Musiker bei dem Magazin GQ. Für Emanuela erhielt die Band eine 1Live Krone.
Ausgezeichnet wurde Fettes Brot des Weiteren mit dem Musikpreis Comet als „Beste Band“ und Emanuela als „Bester Song“.
Das Album befand sich insgesamt 38 Wochen in den Albencharts. Es stieg am 4. April 2005 auf Platz 4 ein, befand sich dreizehn Wochen in den Charts, acht Wochen nach Chartausstieg stieg es am 22. August 2005 erneut für 16 Wochen in die Charts ein. Am 19. Dezember 2005 kehrte es für weitere sieben Wochen in die Charts zurück und letztmals für zwei Wochen am 27. März 2006.
| ChartsChartplatzierungen | Höchstplatzierung | Wochen |
| ------------------------ | ----------------- | ------ |
| Deutschland (GfK)        | 4 (38 Wo.)        | 38     |
| Österreich (Ö3)          | 9 (15 Wo.)        | 15     |
| Schweiz (IFPI)           | 23 (9 Wo.)        | 9      |

| ChartsJahrescharts (2005) | Platzierung |
| ------------------------- | ----------- |
| Deutschland (GfK)         | 51          |

Die Single Emanuela erschien am 14. Februar 2005 und befand sich für 22 Wochen in den deutschen Singlecharts. Sie erreichte ein halbes Jahr nach Ausstieg aus den Charts im Januar 2006 noch einmal eine Chartposition. Anfang September erschien mit An Tagen wie diesen die zweite Single. Sie befand sich für 26 Wochen in den Singlecharts. Soll das alles sein? ist die dritte und letzte Single, die vom Album am 10. März 2006 veröffentlicht wurde. Sie erreichte Platz 40 in den Singlecharts und war neun Wochen in den Charts vertreten.
| Jahr | Titel                | Höchstplatzierung, Gesamtwochen, AuszeichnungChartplatzierungen (Jahr, Titel, , Platzierungen, Wochen, Auszeichnungen, Anmerkungen) | Höchstplatzierung, Gesamtwochen, AuszeichnungChartplatzierungen (Jahr, Titel, , Platzierungen, Wochen, Auszeichnungen, Anmerkungen) | Höchstplatzierung, Gesamtwochen, AuszeichnungChartplatzierungen (Jahr, Titel, , Platzierungen, Wochen, Auszeichnungen, Anmerkungen) | Anmerkungen                                                 |
| Jahr | Titel                | DE | AT | CH | Anmerkungen                                                 |
| ---- | -------------------- | --- | --- | --- | ----------------------------------------------------------- |
| 2005 | Emanuela             | DE3 Gold · (23 Wo.)DE | AT1 Gold · (27 Wo.)AT | CH20 (20 Wo.)CH | Erstveröffentlichung: 14. Februar 2005 Verkäufe: + 165.000  |
| 2005 | An Tagen wie diesen  | DE9 (26 Wo.)DE | AT10 (26 Wo.)AT | CH69 (7 Wo.)CH | Erstveröffentlichung: 29. August 2005 mit Pascal Finkenauer |
| 2006 | Soll das alles sein? | DE40 (9 Wo.)DE | AT54 (1 Wo.)AT | — | Erstveröffentlichung: 10. März 2006                         |

### Auszeichnungen für Musikverkäufe
| Land/Region        | Auszeichnungen für Musikverkäufe (Land/Region, Auszeichnung, Verkäufe) | Verkäufe |
| ------------------ | ---------------------------------------------------------------------- | -------- |
| Deutschland (BVMI) | Gold                                                                   | 100.000  |
| Insgesamt          | 1× Gold ·                                                              | 100.000  |